# Saurauia naumannii
Saurauia naumannii är en tvåhjärtbladig växtart som beskrevs av Friedrich Ludwig Diels. Saurauia naumannii ingår i släktet Saurauia och familjen Actinidiaceae. Inga underarter finns listade i Catalogue of Life.